# Медаль де Лаво
Меда́ль де Лаво́ (англ. Prix Henry de La Vaulx) — нагорода Міжнародної авіаційної федерації (FAI), яка вручається за встановлення визнаних МФП абсолютних світових рекордів у галузі повітроплавання, авіації і космонавтики. Заснована у 1933 році.
Названа на честь засновника і колишнього президента МФП графа Анрі де Ла Во (1870–1930).
Нагородження проходить щорічно, кількість нагороджених залежить від кількості встановлених рекордів. Можливе повторне нагородження медаллю за встановлення нових абсолютних світових рекордів.

## Деякі нагороджені
Медаллю де Лаво нагороджений українець Павло Попович, а також:
- Франческо Ажелло (1933, 1934);
- Михайло Громов, Сергій Данілін, Андрій Юмашев (1937);
- Рональд Густав Келлет (1938);
- Фред Аскані (1951);
- Георгій Мосолов (1960, 1962, 1963);
- Юрій Гагарін, Герман Титов (1962);
- Олександр Федотов (1962, 1973, 1977);
- Володимир Іллюшин, Володимир Коккінакі (1963);
- Світлана Савицька (1985);
- Дік Рутан, Джина Йеджер (1986);
- Станіслав Федоров (2007)

та інші абсолютні світові рекордсмени.